# Watco Companies
Watco Companies ist ein amerikanisches Unternehmen, das unter anderem mehrere lokale und regionale Eisenbahngesellschaften betreibt. Sitz des Unternehmens ist Pittsburg (Kansas).
Weitere Geschäftsbereiche sind Rangierdienstleistungen, das Leasing von Lokomotiven und Güterwagen, die Reparatur von Schienenfahrzeuge, die Vorhaltung von Lagerhäusern und den Weitertransport der Güter auf der Straße sowie der Betrieb des Industrieparkes Greens Port Industrial Park in Harris County (Texas).

## Geschichte
1983 gründete Charles R. „Dick“ Webb (1938–2009) Watco Companies Inc. Das Unternehmen begann mit einem Rangierbetrieb in DeRidder (Louisiana). Danach übernahm er die Reparaturwerkstätten in Coffeyville (Kansas) und begann seinen Service den großen Class-1-Bahngesellschaften anzubieten. Die Kontakte zu diesen Bahngesellschaften bildeten die Grundlage für die Übernahme von einzelnen Nebenstrecken dieser Gesellschaften um diese eigenständig weiterzubetreiben.
Am 13. April 1987 begann man den Betrieb auf der Southeast Kansas Railroad (später South Kansas and Oklahoma Railroad). Am 20. August 1990 kam die Osage Railroad (später auch South Kansas and Oklahoma Railroad) in Kansas dazu. Mit der Betriebsaufnahme South Kansas and Oklahoma Railroad zum 28. Dezember 1990 war es ihm möglich, das Streckennetz im Mittleren Westen weiter auszubauen.
In der Folgezeit wandte sich das Unternehmen auch anderen Regionen der Vereinigten Staaten zu. Am 20. November 1992 übernahm man den Betrieb auf der Blue Mountain Railroad und der Palouse River Railway (seit 2000 zur Palouse River and Coulee City Railroad fusioniert). Am 22. November 1993 wurde die Eastern Idaho Railroad in Betrieb genommen.
Die nächste Expansion erfolgte fünf Jahre später mit der Übernahme der Timber Rock Railroad und der Stillwater Central Railroad. In den Jahren 2001 bis 2010 wurden weitere 17 Bahngesellschaften übernommen oder gegründet.
2011 übernahm Watco Companies zwei lokale Bahngesellschaften sowie 90 % der regionalen Bahngesellschaft Wisconsin and Southern Railroad.
Ab März 2012 übernimmt Watco für 10 Jahre den Getreidetransport für die australische Genossenschaft CBH Group.
Auch in den folgenden Jahren setzte das Unternehmen seinen Expansionskurs fort und erwarb weitere Bahngesellschaften.

## Bahngesellschaften
Die Eisenbahngesellschaften sind in der Tochtergesellschaft Watco Transportation Services konzentriert. Ende 2011 umfasste das gesamte Streckennetz über 5900 Kilometer.
| Bahngesellschaft                           | Übernahme          | Bemerkung                                       |
| ------------------------------------------ | ------------------ | ----------------------------------------------- |
| Alabama Southern Railroad (ABS)            | 20. November 2005  |                                                 |
| Alabama Warrior Railway (ABWR)             | August 2009        |                                                 |
| Ann Arbor Railroad (AA)                    | 29. Januar 2013    |                                                 |
| Arkansas Southern Railroad (ARS)           | 9. Oktober 2005    |                                                 |
| Austin Western Railroad (AWRR)             | Oktober 2007       |                                                 |
| Autauga Northern Railroad (AUT)            | April 2011         |                                                 |
| Baton Rouge Southern Railroad (BRS)        | 28. November 2008  |                                                 |
| Birmingham Terminal Railway (BHRR)         | 1. Februar 2012    |                                                 |
| Blue Ridge Southern Railroad (BLU)         | 2014               |                                                 |
| Bogalusa Bayou Railroad (BBAY)             | 2015               |                                                 |
| Boise Valley Railroad (BVRR)               | November 2009      |                                                 |
| Cicero Central Railroad (CERR)             | 18. November 2015  |                                                 |
| Decatur & Eastern Illinois Railroad (DREI) | 9. September 2018  |                                                 |
| Dutchtown Southern Railroad (DUSR)         | Januar 2021        |                                                 |
| Eastern Idaho Railroad (EIRR)              | 22. November 1993  |                                                 |
| Geaux Geaux Railroad (GOGR)                | 1. Januar 2018     |                                                 |
| Grand Elk Railroad (GDLK)                  | 8. März 2009       |                                                 |
| Great Lakes Central Railroad (GLC)         | 7. März 2025       |                                                 |
| Great Northwest Railroad (GRNW)            | März 2004          |                                                 |
| Ithaca Central Railroad (ITHR)             | 8. Dezember 2018   |                                                 |
| Jacksonville Port Terminal Railroad (JXPT) | 2017               |                                                 |
| Kanawha River Railroad (KNWA)              | 20. Mai 2016       |                                                 |
| Kansas and Oklahoma Railroad (KO)          | Juli 2001          |                                                 |
| Kaw River Railroad (KAW)                   | Juni 2004          |                                                 |
| Louisiana Southern Railroad (LAS)          | 25. September 2005 |                                                 |
| Lubbock and Western Railway (LBWR)         | 18. Mai 2015       |                                                 |
| Mission Mountain Railroad (MMT)            | Dezember 2004      |                                                 |
| Mississippi Southern Railroad (MSR)        | 4. April 2005      |                                                 |
| Pacific Sun Railroad (PSRR)                | 25. Oktober 2008   | Betrieb am 30. September 2020 eingestellt       |
| Palouse River & Coulee City Railroad (PCC) | 1996               |                                                 |
| Pecos Valley Southern Railway (PVS)        | 2012               |                                                 |
| Pennsylvania Southwestern Railroad (PSWR)  | 1. April 2003      |                                                 |
| Ringneck & Western Railroad (RWRR)         | Mai 2021           |                                                 |
| San Antonio Central Railroad (SAC)         | 2012               |                                                 |
| Savannah & Old Fort Railroad (SVHO)        | 30. August 2019    |                                                 |
| South Kansas and Oklahoma Railroad (SKOL)  | 28. Dezember 1990  |                                                 |
| Stillwater Central Railroad (SLWC)         | 1998               |                                                 |
| Swan Ranch Railroad (SRRR)                 | 28. Dezember 2011  |                                                 |
| Texas Coastal Bend Railroad (TCBR)         | August 2022        | Nachfolger der Corpus Christi Terminal Railroad |
| Texas & New Mexico Railway (TXN)           | 18. Mai 2015       |                                                 |
| Timber Rock Railroad (TIBR)                | 1998               |                                                 |
| Vicksburg Southern Railroad (VSOR)         | 8. Januar 2006     |                                                 |
| Wisconsin & Southern Railroad (WSOR)       | 1. Januar 2012     |                                                 |
| Yellowstone Valley Railroad (YSVR)         | 15. August 2005    |                                                 |